# 宮川堤駅
宮川堤駅（みやがわづつみえき）は、かつて伊勢電気鉄道線（後の関西急行鉄道伊勢線）に設けられていた駅（廃駅）である。

## 駅概要
名称の通り、電車が宮川をトラス橋（後に豊橋駅北の道路橋へ転用）越えて宇治山田市に入った直後、堤防の上に設けられていた駅である。
相対式ホーム2面2線で、ホーム中ほどに待合室があった。
なお1942年（昭和17年）の廃止後も、橋脚は昭和40年代まで残り、ホームの一部も戦後まで放置されていた。
また伊勢電気鉄道の廃線跡は、この後大神宮前駅跡まで市道となっている。

## 沿革
- 1930年（昭和5年）12月25日 - 新松阪～大神宮前間開業に伴い新設
- 1936年（昭和11年）9月15日 - 参宮急行電鉄へ伊勢電気鉄道が合併
- 1941年（昭和16年）3月15日 - 大阪電気軌道と参宮急行電鉄が合併、関西急行鉄道となる
- 1942年（昭和17年）8月11日 - 新松阪～大神宮前間廃止により廃駅

## 隣の駅
伊勢電気鉄道
本線
川端駅 - 宮川堤駅 - 山田西口駅